# گالانز
گالانز (انگلیسی: Galanz) شرکت لوازم خانگی چینی است، که در سال ۱۹۷۸ تأسیس شد.